# 1998
1998 (MCMXCVIII) fue un año común comenzado en jueves en el calendario gregoriano. Fue también el número 1998 anno Domini o de la designación de Era Cristiana, además del noningentésimo nonagésimo octavo del segundo milenio, nonagésimo octavo del siglo XX, octavo año de la décima década del siglo XX y el noveno y penúltimo del decenio de los años 1990.
Fue declarado:
- Año Internacional del Océano por la Organización de las Naciones Unidas,[1]
- El Año del tigre, según el horóscopo chino.

## Acontecimientos

### Enero

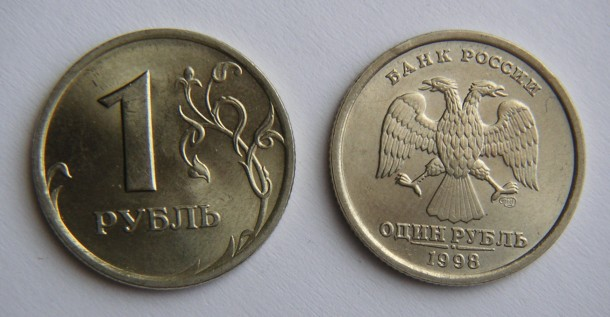
Nuevos rublos.

- 2 de enero: comienzan a difundirse los nuevos rublos rusos para contener la inflación y promover la confianza.
- 2 de enero: en México el presidente Ernesto Zedillo destituye al secretario de gobernación Emilio Chuayffet, responsable de la Matanza de Acteal acaecida once días antes.
- 6 de enero: en Argelia, durante la primera semana del mes del Ramadán, grupos integristas armados asesinan a más de 500 personas.
- 6 de enero: en Ecatepec (México) se inicia la construcción de la catedral.

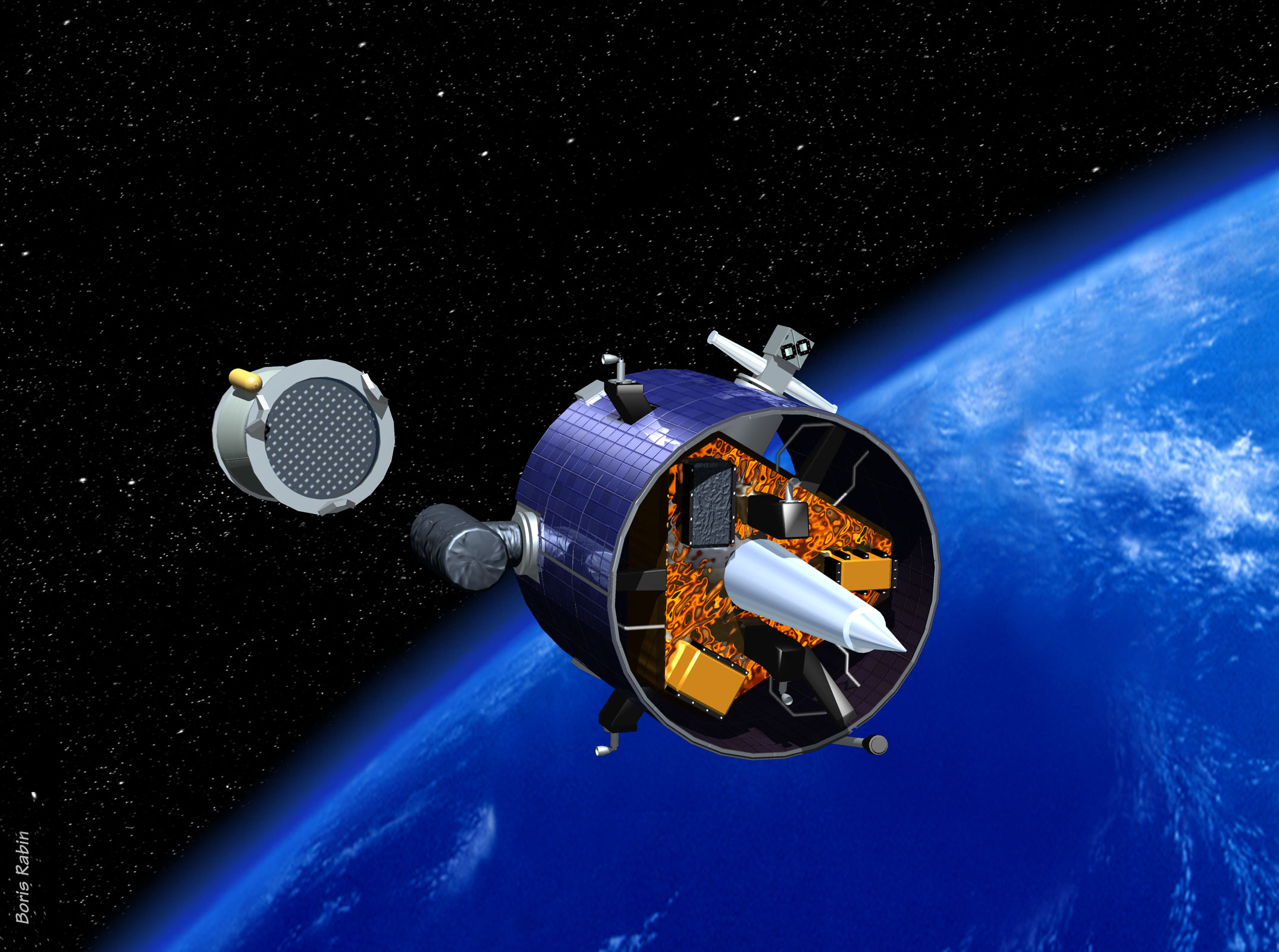
Lunar Prospector.

- 7 de enero: Estados Unidos lanza la nave Lunar Prospector para orbitar alrededor de la Luna. Descubrirá evidencias de la presencia de agua congelada en cráteres permanentemente en sombras (a más de 200 °C bajo cero) cerca de los polos.
- 8 de enero: en los Estados Unidos, Ramzi Yousef es sentenciado a cadena perpetua por planear el primer atentado contra el World Trade Center en 1993.
- 10 de enero: un fuerte terremoto azota violentamente Guatemala, causando severos daños en algunos departamentos como Quetzaltenango, Sacatepequez y Ciudad de Guatemala.
  - un terremoto de 5,7 sacude la provincia de Hebei en China dejando un saldo de 70 muertos y más de 11.000 heridos.
- 11 de enero: en Cuba se celebran elecciones generales con una participación del 98,35 % del padrón.
- 12 de enero: dirigentes del Partido Comunista de Chile presentan la primera querella contra el dictador y General Augusto Pinochet.
- 17 de enero: Sale a la luz el escándalo Lewinsky, en el que Bill Clinton tuvo un relación extramatrimonial con una becaria de la Casa Blanca llamada Monica Lewinsky
- 20 de enero: en Brasil se crea el primer Banco Comunitario de Desarrollo, de nombre Banco Palmas
- 21 a 25 de enero: el papa Juan Pablo II realiza una visita pastoral a Cuba.
- 25 de enero: el estadio Monumental de Guayaquil llega a una histórica capacidad de 91 283 personas en la fecha final del hexagonal final del Campeonato Ecuatoriano de Fútbol 1997.
- 27 de enero: en Tegucigalpa (Honduras), Carlos Roberto Flores asume como presidente de Honduras.

### Febrero
- 1 de febrero: en Sri Lanka, el ejército asesina a más de 3000 rebeldes tamiles durante una batalla en el norte del país.
- 2 de febrero: en Costa Rica, el liberal Miguel Ángel Rodríguez Echeverría gana las elecciones presidenciales.
- 3 de febrero: en Estados Unidos, Karla Tucker ―condenada a muerte por doble asesinato―, se convierte en la segunda mujer ajusticiada desde la restauración de la pena capital en 1976.
- 4 de febrero: Un terremoto de 5,9 sacude Afganistán dejando alrededor de 4.000 muertos y más de 800 heridos.
- 4 de febrero: en Bosnia Herzegovina, el gobierno presenta la nueva bandera, donde se eliminaron los símbolos nacionales o religiosos.
- 4 de febrero: en Bogotá (Colombia), la organización Amnistía Internacional (AI) anuncia el cierre de su oficina en esta capital, ante las crecientes amenazas recibidas.
- 4 de febrero: en Portugal, la Asamblea aprueba por mayoría simple el proyecto de despenalización del aborto durante las 10 primeras semanas de embarazo.
- 4 de febrero: un combinado de tres fármacos, usado en adultos con resultados satisfactorios en el control del virus del sida, se prueba con éxito en niños.
- 5 de febrero: en la nueva zona financiera de Caracas (Venezuela), la Torre Europa ―de 14 pisos de altura― es destruida a causa de un incendio.
- 6 de febrero: en Córcega dos terroristas asesinan al prefecto del Estado francés, Claude Erignac, tras la ruptura de la tregua armada anunciada por el Frente de Liberación Nacional de Córcega.
- 7 de febrero: el canciller de Alemania Helmut Kohl a 1998 Year 1998 like a 2002 one. Barney & Sus Amigos Bill Clinton la posibilidad de utilizar las bases estadounidenses en territorio alemán durante el conflicto del Golfo.
- 7 de febrero: se inauguran los Juegos de Invierno en el estadio Olímpico de Nagano, con la presencia del emperador del Japón, Akihito, y del presidente del Comité Olímpico Internacional, Juan Antonio Samaranch.
- 7 de febrero: en Chile, en medio de las protestas de los ciudadanos y de los partidos políticos, el exdictador Augusto Pinochet es nombrado «comandante en jefe benemérito» del Ejército, en reconocimiento a su mando durante más de 24 años.
- 9 de febrero: en España, el Gobierno autoriza la utilización de la base de Morón de la Frontera (Sevilla) a las tropas estadounidenses en caso de un ataque contra Irak.
- 9 de febrero: en la bahía de Cádiz, investigadores españoles detectan un nuevo tipo de contaminante orgánico que podría haber provocado el cambio de sexo de algunas especies de peces.
- 9 de febrero: en Tiflis, capital de la república caucásica de Georgia, el presidente Eduard Shevardnadze (antiguo ministro de Exteriores de la Unión Soviética), sobrevive a un atentado.
- 10 de febrero: El cantante puertorriqueño Ricky Martin, publica su cuarto álbum de estudio titulado Vuelve.
- 10 de febrero: desde la Embajada de Estados Unidos en Japón se comunica que Washington respetará la tregua olímpica solicitada por los anfitriones de los Juegos Olímpicos de Invierno, antes de un eventual ataque a Irak.
- 10 de febrero: la Asamblea Nacional de Francia aprueba el proyecto de semana laboral de 35 horas presentado por el Gobierno del primer ministro socialista, Lionel Jospin.
- 10 de febrero: en Guatemala se lleva a cabo la primera ejecución por inyección letal desde que una ley de 1966 dejara caduco el fusilamiento, Manuel Martínez Coronado es ejecutado.
- 10 de febrero: en Argentina, el Gobierno firma la concesión de 33 aeropuertos nacionales para un periodo de 30 años al consorcio Argentina Aeropuertos 2000.
- 10 de febrero: en China, dos equipos de paleontólogos encuentran los indicios de antiguos animales marinos y embriones perfectamente conservados en depósitos fósiles.
- 11 de febrero: en Madrid se inaugura la 17.ª Feria Internacional de Arte Contemporáneo (ARCO).
- 11 de febrero: comienza el Festival Internacional de Cine de Berlín (Berlinale).
- 11 de febrero: el aeropuerto Santo Dumont (Río de Janeiro) queda totalmente destruido en pocas horas tras haberse declarado un incendio que acabó con el edificio central, inaugurado en 1936.
- 11 de febrero: en el País Vasco, 300 profesores, artistas, intelectuales y personajes públicos firman el Manifiesto por la democracia en Euskadi, en el que rechazan cualquier clase de negociación con ETA.
- 11 de febrero: una foto en la que una mujer argelina llora la muerte de sus ocho hijos, asesinados en una matanza en Argelia, gana el World Press Photo, el galardón más prestigioso del fotoperiodismo mundial.
- 14 de febrero: fallece el guerrillero colombiano Manuel Pérez, alias "Poliarco" o El Cura Pérez.
- 15 de febrero: en Chipre, el conservador Glafkos Clerides es reelegido presidente tras vencer por un ajustado margen en la segunda vuelta de los comicios presidenciales.
- 16 de febrero: la Alta Comisionada de la ONU para Derechos Humanos y expresidenta de Irlanda, Mary Robinson, recibe en París el premio al personaje europeo del año.
- 16 de febrero: la dirigente campesina brasileña Bendita Machado Felicio, una de las líderes del Movimiento de los Trabajadores Rurales Sin Tierra, muere asesinada en el estado de São Paulo.
- 16 de febrero: cerca del Aeropuerto Internacional de Taiwán Taoyuan, Taiwán. El Vuelo 676 de China Airlines, un Airbus A300 entra en pérdida y se estrella en una zona residencial de Taiwán. Fallecen los 196 ocupantes a bordo y 7 personas en tierra.
- 17 de febrero: el bioquímico español Mariano Barbacid, residente en los Estados Unidos, acepta regresar a España después de 24 años para proseguir sus investigaciones desde el nuevo Centro Nacional del Cáncer.
- 17 de febrero: el pleno del Congreso de los Diputados español aprueba por unanimidad la supresión de las penas de cárcel para los insumisos.
- 18 de febrero: la policía arresta a dos racistas blancos en Nevada, acusados de un complot (guerra biológica) en el metro de Nueva York.
- 18 de febrero: la ciudad gallega de Santiago de Compostela es galardonada con el Premio Europeo de Urbanismo, instituido por la Comisión Europea.
- 19 de febrero: el Banco Santander lanza una OPA para tomar la totalidad del capital del Banco Español de Crédito (Banesto).
- 19 de febrero: en España, el nicaragüense Sergio Ramírez y el cubano residente en México Eliseo Alberto, ganan el Premio Alfaguara de Novela.
- 19 de febrero: el apagón de Auckland, Nueva Zelanda, la razón de dicho apagón fue que los cables subterráneos que abastecían energía a la ciudad colapsaron, estos cables no habían sido cambiados, eran viejos y estaban muy deteriorados, teniendo el récord del apagón más largo de la historia durando 36 días sin electricidad, 6,000 de personas afectaron.
- 20 de febrero: los representantes del Sinn Féin (brazo político del IRA Provisional) son temporalmente expulsados de la mesa de negociaciones de paz sobre Irlanda del Norte.
- 20 de febrero: primeras detenciones por pertenencia a grupos paramilitares de miembros de las fuerzas de seguridad de Colombia.
- 20 de febrero: Estados Unidos finaliza sus operaciones en la Antártida, tras 43 años de presencia en la zona.
- 22 de febrero: el secretario General de la ONU, Kofi Annan, consigue un acuerdo con el presidente iraquí, Sadam Huseín, por el que se paraliza un posible ataque estadounidense.
- 22 de febrero: el presidente colombiano Ernesto Samper realiza una sorprendente oferta de dimisión para mejorar las relaciones de su país con Estados Unidos.
- 22 de febrero: los ministros de Finanzas y de Trabajo de los siete países más industrializados del mundo y Rusia (G-8) aprueban en Londres un plan de acción para impulsar la creación de empleo.
- 23 de febrero: Netscape Communications Corporation anuncia la creación de mozilla.org para coordinar el desarrollo del navegador web de código abierto de Mozilla.
- 23 de febrero: la península de Florida vive el peor temporal de su historia.
- 23 de febrero: el Ayuntamiento de Ámsterdam inaugura las tres primeras "narcosalas" europeas, centros donde pueden acudir los drogadictos sin hogar.
- 24 de febrero: en Cuba, la Asamblea Nacional de Poder Popular elige por unanimidad a Fidel Castro como presidente del Consejo de Estado, el máximo órgano de poder.
- 25 de febrero: en Guadalajara (México) se crea la Escuela Superior de Arquitectura (ESARQ).
- 26 de febrero: tiene lugar un eclipse total de Sol.

### Marzo
- 1 de marzo: en Caquetá (Colombia), las FARC (Fuerzas Armadas Revolucionarias de Colombia) asaltan el batallón de contraguerrilla n.º 52; mueren 64 militares, son heridos 19, y 43 más son secuestrados. Es considerada la segunda mayor derrota del Ejército colombiano hasta la fecha.
- 2 de marzo: en Austria, Natascha Kampusch es secuestrada por Wolfgang Priklopil (permanecerá en su cautiverio hasta agosto de 2006).
- 3 de marzo: en los Estados Unidos, el presidente de Microsoft, Bill Gates, protagoniza un careo con los representantes de las empresas que le acusan de ejercer prácticas monopólicas ante el Comité de Justicia del Senado estadounidense.
- 3 de marzo: en Stuttgart (Alemania) es detenido un criminal de guerra nazi, acusado de la muerte de más de 70 000 personas entre 1942 y 1943.
- 5 de marzo: en los Estados Unidos, la NASA anuncia que la sonda Clementine, que orbita la Luna, encontró suficiente agua en los cráteres polares como para soportar una colonia humana y una estación de escala de recarga de agua para naves espaciales.
- 8 de marzo: en Colombia se desarrollan las elecciones legislativas.
- 11 de marzo: en Chile el exdictador Augusto Pinochet asume su escaño de senador vitalicio. En las afueras del Congreso nacional hay represivas y violentas protestas en su contra por sus violaciones a los derechos humanos durante su dictadura militar
- 10 de marzo: En México, nace el cantante Alejandro Valdez Cortinas, vocalista de Los Waynes y su proyecto de solista, Me llamo Vaca, en la ciudad de Monterrey, Nuevo León.
- 13 de marzo: en los Estados Unidos, el grupo de científicos High-Z Supernova Search Team publica por primera vez evidencia de que el universo se está expandiendo de manera acelerada.
- 22 de marzo: la provincia serbia de Kosovo celebra elecciones de manera no autorizada, con una presencia masiva de votantes (85 %). Obtiene la victoria la independentista LDK (Liga Democrática de Kosovo), liderada por Ibrahim Rugova.
- 23 de marzo: en el Auditorio Shrine de Los Ángeles (California) se celebra la ceremonia de entrega de los premios Óscar, presentada por sexta vez por el actor Billy Crystal. Titanic gana 11 óscares, incluyendo «mejor película».
- 25 de marzo: según la secta taiwanesa Chen Tao (1993-2001), a las 0:01 h, el dios Yahvé se podría ver en el canal 18 en todos los televisores de Estados Unidos, sin importar si el televidente tenía servicio de cable), dando inicio al fin del mundo.
  - Un fuerte terremoto de 8,1 sacude el océano Antártico.
- 26 de marzo: en Argelia sucede la masacre de Oued Bouaicha: 52 personas ―entre ellos 32 bebés de menos de dos años― son asesinados con hachas y cuchillos.
- 28 de marzo: en la final del torneo Lipton de Miami (Estados Unidos), el tenista chileno Marcelo Ríos se convierte en el primer latinoamericano en ser número 1 del mundo, al derrotar al estadounidense Andre Agassi.
  - En Alemania: el socialdemócrata Gerhard Schröder vence en las elecciones regionales de Baja Sajonia y se postula como máximo rival de Helmut Kohl en la lucha por la cancillería federal para las elecciones del 27 de septiembre.

### Abril
- 1 de abril: en Nueva York (Estados Unidos), la niña Emily Rosa (11) se convierte en la persona más joven que ha publicado un artículo en una revista científica (Journal of the American Medical Association). Su trabajo sobre el toque terapéutico refutó las afirmaciones de sus practicantes de que son capaces de detectar el aura de una persona.[2]
- 2 de abril: en Burdeos (Francia), el Tribunal de lo Criminal condena a Maurice Papón, antiguo alto funcionario del régimen colaboracionista de Vichy, a diez años de prisión.
- 2 de abril: en la II Cumbre Euroasiática, los veinticinco líderes participantes se comprometen a pedir una revisión del sistema financiero internacional que devuelva la estabilidad a los mercados.
- 5 de abril: en Japón se abre al tráfico el puente Akashi-Kaikyo, convirtiéndose en el puente colgante más grande del mundo hasta ese momento.
- 5 de abril: Secuestro en Cúa, Venezuela. El perpetrador es abatido y la rehén rescatada.
- 10 de abril: en Belfast (Irlanda del Norte) se firma el Acuerdo de Viernes Santo.
- 11 al 14 de abril: Se celebra la primera cumbre gubernamental entre las dos Coreas desde la guerra de 1950.[3]
- 15 de abril, en las selvas de Camboya muere de un paro cardíaco Pol Pot, quien fue el máximo dirigente de los Jemeres Rojos, que entre 1975 y 1978 cometieron un genocidio.
- 18 de abril: en un intento de desaparición forzada, es asesinado por un Escuadrón paramilitar el reconocido abogado y académico Eduardo Umaña Mendoza, en su apartamento en el centro occidente de Bogotá. Se realizan multitudinarias marchas por parte de centrales obreras en rechazo al magnicidio.
- 20 de abril: en Alemania se supone que en esta fecha se disuelve la banda terrorista Facción del Ejército Rojo (creada en 1970).
- 25 de abril: sucede el desastre de Aznalcóllar. Una balsa de residuos de metales pesados de 8 hm³, procedentes de una mina situada en la localidad de Aznalcóllar (provincia de Sevilla, España) se rompe por uno de sus lados, liberando gran cantidad de líquido de muy bajo pH (alta acidez).
- 26 de abril: en Ciudad de Guatemala, el obispo Juan José Gerardi es brutalmente asesinado a golpes. Dos días antes había publicado su informe Guatemala: nunca más, donde presentó pruebas del terrorismo de Estado en ese país: 200 000 indígenas asesinados y un millón de exiliados. Nueve de cada diez víctimas eran civiles desarmados, en su mayoría indígenas.
- 29 de abril: en Los Ángeles (California), dos días después del fallecimiento del gurú peruano Carlos Castaneda (72) desaparecen sus cinco seguidoras y amantes principales: Florinda Donner, Taisha Abelar, Patricia Partin, Kylie Lundahl y Talia Bey, para seguir un pacto de suicidio en el desierto. Solo se encontrará el cadáver de Patricia Partin, en febrero de 2006, en el Valle de la Muerte (California).
- 30 de abril: en Ciudad de Guatemala, la Policía Nacional Civil arresta al sospechoso Carlos Enrique Vielman Meaní (24) por matar a golpes con un bloque de cemento al obispo guatemalteco Juan José Gerardi.

### Mayo
- Concluye un fenómeno El Niño de gran intensidad, que causó daños en varias regiones en el mundo.
- 8 de mayo: Miguel Ángel Rodríguez Echeverría toma posesión de la presidencia de Costa Rica.
- 9 de mayo: en la ciudad británica de Birmingham se celebra la XLIII Edición de Eurovisión.Dana International consigue vencer con el tema Diva, consiguiendo la tercera victoria para Israel en la historia del festival, esto fue algo importante para el colectivo LGTB ya que Dana International era transexual algo que dio visibilidad a esta comunidad
- 10 de mayo: Raúl Cubas Grau es elegido como nuevo presidente de Paraguay.
- 10 de mayo: los Diablos Rojos del Toluca obtienen su cuarto título de liga al derrotar 5-2 (6-4 global) a los Hidrorayos del Necaxa. Siendo su primer título después de 23 años de sequía.
- 14 de mayo: 
  - 50° aniversario de la declaración de independencia del estado de Israel.
  - Fallece el cantante, actor y productor estadounidense Frank Sinatra.
- 15 de mayo: Microsoft crea y desarrolla Windows 98.
- 16 de mayo: en República Dominicana se realizan elecciones legislativas.
- 17 de mayo: los líderes de las siete potencias más industrializadas del mundo, el denominado G-7, acuerdan conceder más poderes al Fondo Monetario Internacional.
- 17 de mayo: Larry Bird, entrenador de los Indiana Pacers, es elegido como Entrenador del Año de la NBA.
- 21 de mayo: el presidente portugués Jorge Sampaio inaugura la Exposición Universal de Lisboa, la última del segundo milenio.
- 21 de mayo: en Indonesia, el presidente Suharto renuncia oficialmente 32 años después.
- 22 de mayo: en Bolivia, un terremoto de 6,6 deja un saldo de 105 muertos y 150 heridos.
- 26 de mayo: en Australia más de un millón de personas asisten a la primera celebración del Día Nacional del Perdón, en recordación del secuestro sistemático de niños aborígenes llevado a cabo por el Gobierno australiano entre 1869 y 1976.
- 30 de mayo: mueren más de 4.000 personas en un terremoto de 6,5 en la frontera entre Afganistán y Tayikistán.
- 31 de mayo: en Colombia, Horacio Serpa gana la primera ronda de las elecciones presidenciales. La segunda ronda se realizará tres semanas después.
- 31 de mayo: Jamil Mahuad, gana la primera vuelta de las elecciones presidenciales de Ecuador.

### Junio
- 1 de junio: se constituye el BCE (Banco Central Europeo), que sustituye al Instituto Monetario Europeo.
- 2 de junio: en el estado de California (Estados Unidos) es aprobada por votación popular la Propuesta 227, que elimina en ese estado el programa de educación bilingüe (inglés y español).
- 3 de junio: en el pueblo de Eschede, 288 km al oeste de Berlín (Alemania) un tren de alta velocidad descarrila tras sufrir un fallo mecánico (accidente ferroviario de Eschede). Mueren 101 personas y más de 100 quedan heridas.
- 7 de junio: en la ciudad de Jasper, 216 km al noreste de Houston (estado de Texas), tres jóvenes supremacistas blancos ―Shawn Berry (23), Lawrence Brewer (31) y John King (23)― arrastran con su camioneta durante 5 km hasta matarlo a James Byrd Jr., un hombre afroestadounidense de 49 años. En los siguientes años, los tres serán ajusticiados.
- 7 de junio: en Guatemala se realizan elecciones municipales para elegir 30 alcaldes.
- 8 de junio: en Colombia se declara el «gobernimiento», en el que se incluirá en el producto total nacional el valor aproximado de las cosechas de drogas ilegales (que exceden los 500 millones de dólares).
- 10 de junio: en París (Francia) se inaugura la 16.ª edición de la Copa Mundial de Fútbol (por segunda vez en ese país).
- 11 de junio: el brasileño João Havelange deja la presidencia de la FIFA.
- 21 de junio: en Colombia, Andrés Pastrana es elegido como nuevo presidente de Colombia al derrotar a Horacio Serpa en la segunda ronda.
- 24 de junio: en Madrid (España) se inaugura el primer tramo de la línea 8 del Metro de Madrid.
- 25 de junio: en Estados Unidos, la empresa informática Microsoft lanza a la venta el sistema operativo Windows 98.
- 26 de junio: en el centro de Australia del Sur, 1459 km al noroeste de Melbourne, desde una avioneta a unos 1000 m, el piloto Trac Smith descubre accidentalmente el dibujo terrestre del "Hombre de Marree" (un aborigen con un búmeran), de 2.7 km de altura.
- 27 de junio: en el sur de Turquía, un terremoto de 6.3 deja un saldo de 145 muertos y 1500 heridos.

### Julio
- 3 de julio: en Irlanda se crea la banda Westlife.
- 5 de julio: Japón lanza una nave a Marte, sumándose así a la carrera espacial.
- 6 de julio: en Hong Kong se inaugura el Aeropuerto Internacional de Hong Kong en reemplazo del Aeropuerto Internacional Kai Tak.
- 9 de julio: Un terremoto de 6,1 sacude las islas Azores dejando 10 muertos y 100 heridos.
- 10 de julio: en Colombia se inauguran los canales privados Caracol Televisión y RCN Televisión.
- 12 de julio: en París (Francia) Finaliza el Mundial donde los Anfitriones se coronan campeones del Mundo por primera vez en la Copa Mundial de Fútbol de 1998 al derrotar 3-0 ante el campeón defensor del mundial pasado Brasil.
- 12 de julio: Jamil Mahuad es elegido como nuevo presidente de Ecuador.
- 17 de julio: en Roma (Italia) se firma el Estatuto que establece la Corte Penal Internacional.
  - En Papúa Nueva Guinea, un terremoto de 7,0 provoca un tsunami de hasta 15 metros de altura que deja un saldo de 2.700 muertos y miles de heridos más.
  - En San Petersburgo, Rusia, los restos del último zar Nicolás II de Rusia y de su familia fueron finalmente enterrados en la Catedral de San Pedro y San Pablo, después de ser meticulosamente estudiados por forenses profesionales a 28 años de ser hallados. Además, también fueron convertidos en mártires de la Iglesia Ortodoxa en agosto del año 2000.
- 22 de julio: en la ciudad de Guatemala la policía detiene al sacerdote Mario Leonel Orantes Nájera (34) por su complicidad en el asesinato del obispo tercermundista Juan José Gerardi (75) el 26 de abril de 1998, dos días después de este publicar el informe Guatemala: nunca más, en que demostraba que el Gobierno guatemalteco había sido responsable del asesinato de 200 000 indígenas mayas en los años ochenta. Orantes estará preso hasta el 4 de enero de 2013.

### Agosto
- 1 al 5 de agosto: en China colapsan varios diques consecutivos, generando una inmensa inundación del río Yangtze.
- 2 de agosto: comienza la segunda guerra del Congo, el mayor conflicto armado desde el final de la Segunda Guerra Mundial.
- 2 de agosto: en Lima (Perú) un devastador incendio destruye el Teatro Municipal de Lima.
- 3 de agosto: se emite por primera vez el programa de revista matutino HOY, producido por Televisa.
- 4 de agosto: en Ecuador, un terremoto de 7,2 sacude la ciudad de Bahía de Caráquez, dejando una víctima mortal.
- 3 a 7 de agosto las FARC llevan a cabo la llamada campaña militar "Despedida al Gobierno Samper": en el municipio de Mutatá Antioquia es emboscada una patrulla militar del batallón Voltigueros cerca a un campamento de desplazados; en tanto, en el sur del país simultáneamente son atacadas la Base Antinarcóticos de la Policía Nacional y un pelotón del Batallón de Infantería n.º 19 en Miraflores Guaviare, así como el municipio de La Uribe Meta, considerado territorio ancestral de las FARC, dejando en total un saldo de 74 uniformados muertos, 27 heridos y 143 más tomados como prisioneros de guerra por parte del grupo guerrillero.
- 7 de agosto: en China la inundación del río Yangtze llega a su punto más catastrófico, dejando más de 12 000 muertos y muchas decenas de miles de heridos.
- 7 de agosto: en Nairobi (Kenia), un camión-bomba explota cerca de la embajada de Estados Unidos, destrozando un edificio cercano: mueren 213 personas, entre ellas 11 estadounidenses. Las autoridades dicen que detrás del atentado está la banda terrorista Al Qaeda.
- 7 de agosto: en Colombia, Andrés Pastrana asume como presidente.
- 9 de agosto: Fallece el cantante estadounidense Frankie Ruiz en el  University Hospital de Newark, Nueva Jersey, a los 40 años de edad a consecuencia de la cirrosis hepática que le aquejaba desde hacía un tiempo.
- 10 de agosto: Jamil Mahuad asume como presidente de Ecuador.
- 11 de agosto: en Moscú, los Rolling Stones actúan por primera vez en Rusia.
- 15 de agosto: Raúl Cubas Grau asume como presidente de Paraguay.
- 15 de agosto: En la ciudad de Omagh, en Irlanda del Norte, explota un coche-bomba matando a 29 personas e hiriendo a 220 más.
- 16 de agosto: en la ciudad de Grecia (Costa Rica) se funda el club de fútbol Municipal Grecia.
- 20 de agosto: la República Dominicana, bajo la presidencia del doctor Leonel Fernández, firma el Acuerdo con la Comunidad del Caribe (CARICOM).
- 28 de agostoː Estados Unidos bombardea, con tres misiles de crucero Tomahawk, la fábrica farmacéutica Al-Shifa situada en Jartum Norte (Sudán). El gobierno de EE. UU. justificó el ataque al afirmar que la fábrica se usaba para procesar el agente nervioso VX y que los propietarios de la planta tenían vínculos con al-Qaeda. El ataque tuvo lugar una semana después del escándalo Lewinsky, lo que provocó que algunos comentaristas describieran el ataque como una distracción para el público estadounidense del escándalo sexual de Bill Clinton.
- 31 de agosto: Corea del Norte lanza su primer satélite, el Kwangmyongsong.
- 31 de agosto: la crisis rusa provoca el hundimiento de la bolsa de Nueva York, que tras una hora de vertiginosa caída pierde al cierre 512,61 puntos.

### Septiembre
- 2 de septiembre: en Nueva Escocia se estrella un McDonnell Douglas MD-11 de Swissair (HB-IWF) que viajaba de Nueva York a Ginebra. El accidente deja 215 pasajeros muertos, además de los 14 tripulantes. (Véase Vuelo 111 de Swissair).
- 4 de septiembre: en Menlo Park (California), dos universitarios de Stanford, Larry Page y Serguéi Brin fundan la empresa Google.
- 4 de septiembre: En Estados Unidos, se emite a través del Canal Nickelodeon, el primer corto de Los Padrinos Mágicos, como segmento del programa Oh Yeah! Cartoons.
- 7 de septiembre: a pocos km al este de la isla de Riou ―unos 20 km al sureste de Marsella (Francia)― un pescador halla una pulsera de plata de identidad con el nombre del escritor y aviador Antoine de Saint-Exuperý. El 23 de mayo de 2000, un buzo llamado Luc Vanrell encontrará los restos de su avión P-38 Lightning.
- 12 de septiembre: en el País Vasco se firma el Pacto de Estella entre las fuerzas del nacionalismo vasco (PNV, HB y EA, entre otros), Ezker Batua (la federación vasco-navarra de IU) y el Partido Carlista de Euskalherría.
- 14 de septiembre: en la Ciudad del Vaticano, Juan Pablo II publica su decimotercera encíclica, Fides et Ratio.
- 16 de septiembre: en Valencia se crea la Academia Valenciana de la Lengua
- 18 de septiembre: ETA declara una tregua indefinida (concluida en enero de 2002).
- 21 de septiembre ; el huracán Georges azota directamente a Puerto Rico (la primera vez que esto ocurre en 70 años) causando perdidas millonarias.
- 24 de septiembre: en Irán, el presidente Mohammed Khatami retira la fatwa contra la novela Los versos satánicos, del escritor indio Salman Rushdie, que estaba en vigor desde 1989. Declara que el gobierno iraní nunca apoyaría las operaciones de asesinato contra Rushdie.
- 25 de septiembre: fallecen 38 personas tras estrellarse un avión de la ruta Málaga-Melilla al norte de la ciudad española de Melilla.
- 25 de septiembre: en el estado de Pensilvania se registra un terremoto de 5,2, el más fuerte de la historia del estado.
- 27 de septiembre: se estrena en internet el buscador creado por la empresa Google.
- 29 de septiembre: Un terremoto de 5,5 sacude el centro de Serbia dejando 1 muerto y varios heridos.

### Octubre
- 7 de octubre: en las afueras de Laramie, estado de Wyoming, Estados Unidos, a las 02:00 horas, el estudiante universitario Matthew Shepard es brutalmente golpeado a causa de su homosexualidad. Sería encontrado en estado comatoso, a las 18:00 horas del 8 de octubre y fallecería el día 12.
- 8 de octubre: en el lago de Bañolas se hunde un catamarán, causando la muerte de numerosos jubilados franceses.
- 8 de octubre: Abraham Olano se convierte en el primer ciclista en proclamarse campeón del mundo tanto en ruta (1995) como en contrarreloj.
- 10 de octubre: se crea la Asociación de Internautas.
- 12 de octubre: Lindsay Davenport se convierte en la número 1 del mundo.
- 16 de octubre: en Londres, la policía detiene al exdictador chileno Augusto Pinochet.
- 23 de octubre: acuerdo entre el presidente palestino Yasser Arafat y el primer ministro israelí Benjamín Netanyahu.
- 23 de octubre: en la ciudad de La Plata (Argentina) se funda el diario El Plata.
- 24 de octubre: Estados Unidos lanza la sonda espacial Deep Space 1.
- 26 de octubre: en Brasilia (Brasil) se firma del Acuerdo de Paz entre Ecuador y Perú.
- 27 de octubre: Gerhard Schröder es elegido canciller de Alemania.
- 29 de octubre: en La Ceiba (Honduras) toca tierra el huracán Mitch, provocando lluvias catastróficas sobre gran parte de América Central. Se calcula que en varios países mató a unas 18 000 personas.
- 29 de octubre: en Estados Unidos despega el transbordador espacial Discovery en una misión de experimentación con siete tripulantes, entre ellos el veterano astronauta John Glenn.

### Noviembre
- 1 de noviembre: 
  - Mika Häkkinen se proclama campeón de Fórmula 1.
  - en el departamento de Vaupés (Colombia), fuerzas guerrilleras de las FARC realizan la toma de la ciudad de Mitú.
- 2 de noviembre: en Argentina se celebra la cuarta conferencia de la ONU sobre el cambio climático.
- 4 de noviembre: en el centro penitenciario de Palmira (Colombia) es asesinado el narcotraficante Hélmer Herrera Buitrago.
- 6 de noviembre: en España, el Gobierno cursa a las autoridades británicas la petición de extradición del exdictador chileno Augusto Pinochet, a demanda del juez de la Audiencia Nacional Baltasar Garzón.
- 7 de noviembre: en Bañolas (España) la asociación catalana Amics dels Museus presenta 7300 firmas al ayuntamiento en contra de la posibilidad de repatriación del Negro de Bañolas, el cadáver embalsamado de un varón botsuano de la etnia san (llamado peyorativamente «bosquimano»), que se exhibía desde 1916. Se permitirá su repatriación a Botsuana recién en 2007. Argumentan que aunque no debería ser exhibido, tendría que permanecer «a disposición de los eruditos».
- 9 de noviembre: en el Reino Unido se abolida oficialmente la pena de muerte.
- 11 de noviembre: en la aldea de Nagari Bazar ―80 km al noreste de la sagrada ciudad de Gaia (India)―, el grupo terrorista Ranvir Sena (formado por terratenientes brahmanes hinduistas de derechas) matan a 10 hombres, mujeres y niños dalits (personas de casta baja).[4]
- 13 de noviembre: Es asesinado Orlando Henao Montoya líder del cartel del norte del valle por José Manuel Herrera alias el inválido hermano de Helmer Pacho Herrera quien fue asesinado por órdenes de Henao.
- 13 y 14 de noviembre: la ciudad de San José (Costa Rica) acoge el XXVII Festival OTI, el ganador fue el cantautor chileno Florcita Motuda con la canción "Fin de siglo"
- 19 de noviembre: 
  - se lanza el videojuego Half-Life, primer juego de la compañía Valve.
  - en China, un terremoto de 6,2 deja un saldo de 5 muertos y más de 200 heridos.
- 20 de noviembre: comienza la construcción de la Estación Espacial Internacional.
- 21 de noviembre: en los Estados Unidos se lanza el videojuego The Legend of Zelda: Ocarina of Time, para la consola Nintendo 64.
- 27 de noviembre: en Japón, sale a la venta la quinta y última consola de sobremesa de Sega, la Dreamcast.
- 29 de noviembre: en Indonesia, un terremoto de 7,7 y un posterior tsunami dejan un saldo de 41 muertos.

### Diciembre
- 4 y 5 de diciembre: en México se efectuará el segundo Teletón se recaudarán los 142 millones de pesos.
- 6 de diciembre: en Venezuela, Hugo Chávez gana por primera vez las elecciones presidenciales.
- 6 de diciembre: en Bangkok, Tailandia comienzan los XIII Juegos Asiáticos.[5]
- 13 de diciembre: en Puerto Rico, los puertorriqueños rechazan por tercera vez en referéndum la integración plena en Estados Unidos.
- 13 de diciembre: el último título de los Hidrorayos del Necaxa es campeón de Torneo de Invierno '98, al derrotar (2-0) global frente a las Chivas Rayadas del Guadalajara en el Estadio Jalisco.
- 20 de diciembre: en Bangkok, Tailandia culminan los XIII Juegos Asiáticos.[5]
- 26 de diciembre: Irak formaliza su ruptura con la ONU y exige el fin del embargo petrolífero.
- 27 de diciembre: en Picarquín, Chile comienza el 19.º Jamboree Scout Mundial.

## Arte y literatura
- 6 de enero: Lucía Etxebarria obtiene el premio Nadal por su novela Beatriz y los cuerpos celestes.
- Orhan Pamuk: Me llamo Rojo
- Arturo Pérez-Reverte:
  - El sol de Breda, tercera entrega de la serie de Las aventuras del capitán Alatriste.
  - Patente de corso (recopilación de artículos).
- Dan Brown: Digital Fortress.
- Dejan Stojanović: Krugovanje: 1978-1987 (Circulando), Segundo edición, Narodna knjiga, Alfa, Belgrado[6]
- José Saramago obtiene el Premio Nobel de Literatura

## Música clásica

### Fonografía
- Agosto: en Gotemburgo, la Göteborgs Symfoniker ―dirigida por el director Neeme Järvi― lleva al disco por primera vez en Occidente la Sinfonía n.º 6 de Nikolai Miaskovsky, considerada la primera gran sinfonía soviética.

## Ciencia y tecnología

### Astronáutica
- 7 de enero: Estados Unidos lanza la sonda Lunar Prospector.
- 3 de julio: Japón lanza la sonda Nozomi a Marte, pero no logrará entrar en órbita marciana.
- 22 de octubre: Brasil lanza el satélite artificial SCD-2.

### Paleontología
- 17 de junio: en Canadá hallan el mayor coprolito (fósil de excremento) de dinosaurio del mundo. Podría corresponder a un tiranosaurio.

### Informática
- 25 de junio: sale al mercado el sistema operativo Windows 98.

### Consolas y videojuegos
- 12 de enero: Capcom lanza en Japón para Arcade el videojuego crossover Marvel vs. Capcom: Clash of Super Heroes, juego que posteriormente sería lanzado en Dreamcast y PlayStation.
- 21 de enero: Capcom lanza el aclamado videojuego de survival horror Resident Evil 2 para PlayStation. Un port para Nintendo 64 y Dreamcast se lanzaría el año siguiente.
- 29 de enero: Sega lanza en Japón el videojuego Panzer Dragoon Saga para Sega Saturn, considerado el videojuego más difícil de conseguir de la consola.
- 26 de febrero:
  - Sega y Sonic Team lanzan a la venta Burning Rangers para Sega Saturn.
  - Nintendo lanza en América el videojuego Yoshi's Story. Sería lanzado más tarde en Europa el 10 de mayo de 1998.
- 9 de marzo: Nintendo lanza Wario Land II para la consola portátil Game Boy.
- 10 de marzo: Namco saca a la venta el videojuego Klonoa: Door to Phantomile para PlayStation en América.
- 31 de marzo: Se lanza StarCraft, para Microsoft Windows.
- 14 de abril: Nintendo lanza a la venta la consola portátil Game Boy Light, fue un modelo de la línea de consolas Game Boy con la inclusión de una pantalla LCD con retroiluminación, no fue lanzada fuera de Japón. Fue la primera consola portátil de Nintendo en no estar bajo la dirección de Gunpei Yokoi.
- 21 de mayo: Sega admite el fracaso de la consola Sega Saturn, posteriormente Sega revela su próxima consola, la Dreamcast.
- 22 de mayo: GT Interactive lanza el videojuego Unreal para Microsoft Windows, una versión para MacOS se lanzaría en septiembre. Este videojuego desarrollado por Epic Games es el primer videojuego en utilizar el famoso motor gráfico Unreal Engine.
- 23 de mayo: Nintendo lanza solo en Japón el videojuego Wrecking Crew '98 para Super Famicom.
- 29 de junio: Nintendo y Rare lanzan a la venta el videojuego Banjo-Kazooie para Nintendo 64 en América.
- 12 de julio: Primera versión de KDE, interfaz gráfica para sistemas operativos Unix.
- 16 de julio: Ocean Software en colaboración con Infogrames lanzan el videojuego de Mission: Imposible para Nintendo 64, basado libremente en la película homónima de 1996. Sería lanzada una versión para PlayStation un año después.
- 23 de julio: Se lanza el videojuego para Arcade Neo Geo The King of Fighters '98 de SNK.
- 3 de septiembre: Konami saca a la venta Metal Gear Solid para PlayStation en Japón.
- 10 de septiembre: Insomniac Games saca a la venta el juego Spyro the Dragon para PlayStation en América, primer videojuego de la serie de Spyro.
- 6 de octubre: Las consolas de Super Nintendo y Mega Drive/Sega Genesis lanzaban como último videojuego Frogger.
- 22 de octubre: Nintendo lanzó la consola portátil Game Boy Color.
- 29 de octubre: Interplay Entertainment lanza Fallout 2 para Microsoft Windows. Una versión para MacOS se lanzaría unos años más tarde.
- 31 de octubre:
  - Salía a la venta el videojuego Age of Empires: The Rise of Rome, la primera expansión de una de las mejores series de videojuego de estrategia en tiempo real.
  - Sony Interactive Entertainment y 989 Studios sacan a la venta el videojuego Twisted Metal III para la consola PlayStation.
  - Universal Interactive y Naughty Dog sacan a la venta el videojuego Crash Bandicoot 3: Warped para PlayStation en América.
- 16 de noviembre: Core Design y Eidos Interactive sacan a la venta el juego Tomb Raider III para PlayStation.
- 19 de noviembre: Sierra Entertainment saca al mercado, tras varios retrasos, el videojuego de Valve Corporation: Half-Life para Microsoft Windows, uno de los videojuegos más revolucionarios y aclamados de la historia y que marcó una revolución para los videojuegos en PC.
- 20 de noviembre: Konami lanza en Arcade el videojuego de baile y ritmo Dance Dance Revolution, que daba inicio a la serie de videojuegos homónima. Es uno de los primeros videojuegos de baile.
- 23 de noviembre: Nintendo saca a la venta el videojuego The Legend of Zelda: Ocarina of Time, para Nintendo 64, primera entrega en 3D de la saga de The Legend of Zelda, es considerado uno de los mejores y más aclamados videojuegos de la historia y que marcaría una revolución en los videojuegos de mundo abierto y de acción y aventura, fue el primer videojuego en obtener una calificación perfecta en la revista japonesa de videojuegos Kotaku.
- 27 de noviembre: Sega lanza en Japón su última consola, la Dreamcast, primera consola de la sexta generación de consolas, sería lanzado en América y Europa al año siguiente.
- 3 de diciembre: LucasArts lanza Star Wars: Rogue Squadron para Micorosft Windows, días después se lanzaría para la consola Nintendo 64.
- 5 de diciembre: En la ciudad de Nueva York, es fundada la empresa Rockstar Games tras independizarse de BMG Entertainment y ser adquirido por Take-Two Interactive el 12 de marzo del mismo año.
- 10 de diciembre: Acclaim Entertainment lanza Turok 2: Seeds of Evil de Iguana Entertainment para Nintendo 64. Sería lanzado para Microsoft Windows meses más tarde.
- 18 de diciembre: Nintendo y Hudson Soft lanzan en Japón Mario Party, primera entrega de la serie homónima.
- 21 de diciembre: Interplay Entertainment lanza en América el videojuego Baldur's Gate de BioWare para Microsoft Windows, fue la primera entrega de la serie homónima. Sería lanzado en Europa y Japón el mes siguiente y una versión para MacOS en 2 años.
- 23 de diciembre: Sega saca a la venta Sonic Adventure para Dreamcast, considerado como un gran resurgimiento de Sonic tras la cancelación de Sonic X-treme en 1996 y marca el inicio de la era moderna de la franquicia. Primera entrega de la saga principal de Sonic en 3D.

## Deporte

### Atletismo
- Del 27 de febrero al 1 de marzo se celebra la XXIII edición del Campeonato Europeo de Atletismo en Pista Cubierta en Valencia,  España. 
  -  Alemania es el país que cosecha más medallas: 12 (5 de oro, 4 de plata y 3 de bronce).

- Del 18 al 23 de agosto se celebra la XVII edición del Campeonato europeo de atletismo de verano en Budapest  Hungría. 
  -  Reino Unido es el país que cosecha más medallas: 16 (9 de oro, 4 de plata y 3 de bronce).

### Fútbol
- El Athletic Club cumplía 100 años desde su creación.
- Francia: Campeonato mundial de Fútbol: los anfitriones ganaban su primera Copa Mundial de Fútbol al derrotar en la final a Brasil por 3-0.
- El Real Madrid C. F. ganaba su séptima Copa de Europa
- El Club Atlético Vélez Sarsfield se consagraba campeón del Torneo Clausura en el fútbol argentino.
- El FC Barcelona se proclamaba campeón de la Liga española de fútbol.
- El FC Barcelona se proclamaba campeón de la Supercopa de Europa de fútbol.
- El Club Atlético Boca Juniors se proclamaba campeón del Torneo Apertura.
- Balón de Oro: el francés Zinedine Zidane, de la Juventus, es designado mejor futbolista del Mundo del año por la revista France Football.
- El FC Barcelona se proclama campeón de la Copa de Europa de Balonmano.
- Campeonato Uruguayo de Fútbol: Nacional se consagra campeón por trigesimosexta vez.
- Campeonato Nacional de fútbol chileno: Colo-Colo se proclamaba bicampeón del torneo oficial de primera división.
- Campeonato Descentralizado 1998: Universitario de Deportes se consagra campeón al derrotar en tanda de penales a Sporting Cristal
- Fútbol Profesional Colombiano: Deportivo Cali (séptima vez).
- Campeonato Ecuatoriano de Fútbol: Liga de Quito se consagraba campeón por quinta vez.
- Campeonato central de rugby chileno: Universidad Católica campeón.
- El Club Blooming se proclamaba campeón de la Liga de Fútbol Profesional Boliviano por segunda vez.
- Copa Libertadores de América: el Vasco da Gama se consagraba campeón al derrotar al finalista Barcelona Sporting Club.
- Copa de Campeones de la Concacaf: el D.C. United se consagraba campeón al derrotar en la final del Toluca y siendo el primer club estadounidense en ganar un torneo internacional.
- 16 de agosto: En la ciudad de Grecia (Costa Rica) se funda el club de fútbol Municipal Grecia, que milita en la Primera División de Costa Rica.
- Nueva Zelanda conseguía la Copa de las Naciones de la OFC, disputada en Australia.
- México vencía 1-0 a su acérrimo rival (Estados Unidos), con un lleno total en el coliseo de Los Ángeles y conquista, así, la Copa Oro de Concacaf.
- Primera División de El Salvador: Alianza FC, campeón del Torneo Apertura.

### Automovilismo
- Mika Häkkinen: campeón del mundo de Fórmula 1
- Tommi Mäkinen: campeón del mundial de WRC
- Jeff Gordon: campeón del NASCAR
- Alex Zanardi: campeón del CART
- Eddie Cheever: gana las 500 millas de Indianápolis
- Guillermo Ortelli: campeón del Turismo Carretera
- Omar Martínez: campeón del TC2000

### Tenis

#### Wimbledon
- Hombres: Pete Sampras a Goran Ivanišević
- Mujeres: Jana Novotná a Nathalie Tauziat

#### Roland Garros
- Hombres: Carlos Moyá a Àlex Corretja
- Mujeres: Arantxa Sánchez Vicario a Mónica Seles

#### Abierto de Estados Unidos (US Open, en inglés)
- Hombres: Patrick Rafter a Mark Philippoussis
- Mujeres: Lindsay Davenport a Martina Hingis

#### Abierto de Australia
- Hombres: Petr Korda a Marcelo Ríos
- Mujeres: Martina Hingis a Conchita Martínez

## Cine

### Estrenos
(Todas la fechas pertenecen a los estrenos oficiales de sus países de origen, salvo que se indique lo contrario.)
- 31 de enero: Ringu, de Hideo Nakata.
- 6 de marzo: El gran Lebowski de los Hermanos Coen.
- 20 de marzo: Wide Awake, de M. Night Shyamalan.
- 17 de abril: Paulie, de John Roberts.
- 8 de mayo: Deep Impact, de Mimi Leder.
- 15 de mayo: Quest for Camelot, de Frederik Du Chau.
- 17 de mayo: La celebración, de Thomas Vinterberg. Se estrenó en el Festival Internacional de Cine de Cannes, es la primera película del movimiento cinematográfico danés Dogma 95.
- 12 de junio: Ya no puedo esperar, de Deborah Kaplan y Harry Elfont.
- 19 de junio:
  - Mulan, de Barry Cook y Tony Bancroft.
  - The X-Files: Fight the Future, de Rob S. Bowman
- 26 de junio: Dr. Dolittle, de Betty Thomas.
- 1 de julio: Armageddon, de Michael Bay. Fue la película más taquillera del año.
- 10 de julio: π, de Darren Aronofsky.
- 18 de julio: Pokémon, la película: Mewtwo vs. Mew, de Kunihiko Yuyama. Primera película de la franquicia de Pokémon.
- 20 de julio: The Parent Trap, de Nancy Meyers.
- 24 de julio: Saving Private Ryan, de Steven Spielberg.
- 27 de julio: Halloween H2O: Veinte años después, de Steve Miner.
- 21 de agosto: Blade, de Stephen Norrington.
- 4 de septiembre: Los amantes del círculo polar, de Julio Médem.
- 8 de septiembre: Elizabeth, de Shekhar Kapur.
- 2 de octubre: Antz, de Eric Darnell y Tim Johnson. Primera película del estudio DreamWorks Animation.
- 16 de octubre: La novia de Chucky de Ronny Yu.
- 30 de octubre: American History X, de Tony Kaye.
- 4 de noviembre: Dioses y monstruos, de Bill Condon.
- 8 de noviembre: Rugrats: La película - Aventuras en pañales, de Igor Kovalyov y Norton Virgien.
- 14 de noviembre: Bichos: Una aventura en miniatura, de John Lasseter y Andrew Stanton.
- 11 de diciembre: Shakespeare in Love, de John Madden. Película ganadora de 7 Premios Óscar, incluido el premio a la mejor película.
- 18 de diciembre: 
  - El milagro de P. Tinto, de Javier Fesser.
  - El príncipe de Egipto, de Brenda Chapman, Steve Hickner y Simon Wells.
- 25 de diciembre:
  - La delgada línea roja, de Terrence Malick.
  - Patch Adams, de Tom Shadyac.
- Superman Lives (cancelada), de Tim Burton.

## Música

### Acontecimientos musicales
- Muere Carl Wilson, guitarrista de The Beach Boys.
- Muere Cor van Beek, miembro de Shocking Blue.
- Muere Cozy Powell, baterista de Rainbow.
- Muere el cantante Frank Sinatra a la 82 años.
- El músico Damon Albarn y el ilustrador y diseñador de cómics Jamie Hewlett crean la banda virtual Gorillaz.
- Se disuelve la banda de groove metal White Zombie.

### Festivales
- El 9 de mayo se celebra la XLIII edición del Festival de la Canción de Eurovisión en Birmingham.

Ganadora: La cantante Dana Internacional con la canción «Diva» representando a Israel.

### Lanzamientos musicales
- 2 Unlimited: II
- Ace of Base: Flowers / Cruel Summer.
- Adriana Lucía: Destellos de amor.
- Alberto Plaza: Polvo de estrellas
- Almafuerte: Almafuerte.
- Air: Moon Safari.
- Amaral: Amaral.
- Bad Religion: No Substance.
- Beck: Mutations.
- Belle and Sebastian: The Boy with the Arab Strap
- Bersuit Vergarabat: Libertinaje.
- Blind Guardian: Nightfall in Middle-Earth.
- Blonde Redhead: In an Expression of the Inexpressible.
- Binomio de Oro de América: 2000 (30 de septiembre).
- Boards of Canada: Music Has the Right to Children.
- Bobby Pulido: En vivo ...desde Monterrey, México.
- Brian May: Another World.
- Britney Spears: «...Baby One More Time».
- Bronco: Hasta siempre... Bronco. El último concierto en vivo en el Azteca.
- Bryan Adams: On a Day Like Today.
- Celia Cruz: Mi vida es cantar.
- Chay Vdvoëm: Попутчица.
- Chayanne: Atado a tu amor.
- Cher: Believe.
- Christina Rosenvinge: Flores raras.
- Death: The Sound of Perseverance.
- Deep Purple: Abandon.
- Diomedes Díaz: Volver a vivir.
- Duster: Stratosphere
- Edith Márquez: Frente a ti.
- Edguy: Vain Glory Opera.
- El Gran Silencio: Libres y locos.
- Ella Baila Sola: E.B.S..
- Enrique Iglesias: Cosas del amor.
- Eros Ramazzotti: Eros. Live.
- Eva Ayllón: Amanecer en ti.
- Every Little Thing: Time to Destination.
- Fear Factory: Obsolete.
- Faithless: Sunday 8PM.
- Fey: El color de los sueños.
- Francisco Céspedes: Vida loca.
- Fito Páez y Joaquín Sabina: Enemigos íntimos.
- Frankie Ruiz: Nacimiento y recuerdos.
- Garbage: Version 2.0.
- Goo Goo Dolls: Dizzy Up the Girl.
- Grupo Néctar: Los reyes de la cumbia.
- Hanson: 3 Car Garage.
- Héroes del Silencio: Rarezas.
- Hevia: «Busindre Reel».
- Hole: Celebrity Skin
- Illapu: Morena esperanza.
- Iron Maiden: Virtual XI.
- Iván Villazón: Detalles.
- James Iha: Let It Come Down.
- Jean Michel Jarre: Odyssey Through O₂.
- Jeans: ¿Por qué disimular?.
- Jennifer Paige: Jennifer Paige.
- Jesús Manuel Estrada: Sagitario.
- José Luis Perales: Quédate conmigo.
- José José: Distancia.
- Juan Gabriel: Juan Gabriel con Banda... El Recodo!!!.
- Juan Luis Guerra y 440: Ni es lo mismo ni es igual.
- Julio Iglesias: Mi vida. Grandes éxitos.
- Kabah: Esperanto.
- Kapanga: «El mono relojero».
- Kiss: Psycho Circus.
- Korn: Follow the Leader.
- La Ley: Vértigo.
- La Mosca Tsé-Tsé: Corazones antárticos.
- La Oreja de Van Gogh: Dile al sol.
- Laïs: «'t Smidje»
- Laïs: Laïs
- Laura Pausini: Mi respuesta.
- Lenny Kravitz: 5.
- Libido: Libido.
- Grupo Límite: De Corazón al Corazón.
- Liquid Tension Experiment: Liquid Tension Experiment.
- Los Diablitos: Corazón de ángel.
- Los Gigantes del Vallenato: Por buen camino
- Los Pericos: mistic love
- Los Piojos: Azul
- Los Planetas: Una semana en el motor de un autobús.
- Los Tigres del Norte: 30 norteñas de oro.
- Los Tigres del Norte: Amores... que van y vienen.
- Los Tigres del Norte: Siguen los zarpazos.
- Los Tres: Peineta.
- Lucero: Cerca de ti.
- Lucía Méndez: Todo o nada.
- Lucybell: Lucybell.
- Luis Fonsi: Comenzaré.
- Luis Mateus: Con paso firme
- Litzy: Transparente.
- Madonna: Ray of Light.
- Mägo de Oz: La leyenda de La Mancha.
- Malice Mizer:
  - «Gekka no Yasoukyoku».
  - Merveilles.
  - «Illuminati».
  - «Le ciel ~Kuhaku no kanata e~».
- Manolo García: Arena en los bolsillos.
- Mariah Carey: #1's.
- Marilyn Manson: Mechanical Animals.
- Massive Attack: Mezzanine.
- Mecano: Ana José Nacho.
- Metallica: Garage Inc..
- Miguel Bosé: 11 maneras de ponerse un sombrero.
- Miguel Mateos: Bar Imperio.
- Miguel Morales: Con categoría.
- Mijares: El privilegio de amar.
- Mike Oldfield: Tubular Bells III.
- Miki González: Mikongo y su kachanga.
- Morbid Angel: Formulas Fatal to the Flesh.
- Murder City Devils: Empty Bottles, Broken Hearts.
- Myriam Hernández: Todo el amor.
- Nightwish: Oceanborn.
- Oasis: The Masterplan.
- Onda Vaselina: Vuela más alto.
- Otto Serge: De novela.
- Salserín: Con nuevo swing.
- Otpetye Moshenniki: Всяко-разно.
- Patricia Manterola: Quiero Más
- Patricio Rey y sus Redonditos de Ricota: Último bondi a Finisterre.
- Pearl Jam: Yield.
- Pedro Guerra: Mararía.
- Pedro Fernández: Aventurero
- Placebo: Without You I'm Nothing.
- Poligamia: Buenas gracias, muchas noches
- Rhapsody: «Emerald Sword».
- Ricardo Arjona: Sin daños a terceros.
- Ricky Martin: Vuelve.
- Ringo Starr: Vertical Man.
- Roberto Carlos: «Eu te amo tanto».
- Rosana: Luna nueva.
- Rosendo: A tientas y barrancas.
- Rush: Different Stages.
- Shakira: ¿Dónde están los ladrones?.
- Simple Minds: Neapolis.
- Simply Red: Blue.
- Ska-P: Eurosis.
- Slayer: Diabolus in Musica.
- Sofiya Rotaru: Люби меня.
- Spice Girls: «Goodbye».
- Sr. Chinarro: Noséqué-nosécuántos.
- Stratovarius: Destiny
- System of a Down: System of a Down.
- Tatiana: Superfantástico.
- The Haunted: The Haunted.
- The Offspring: Americana.
- The Rasmus: Hell of a Tester.
- The Smashing Pumpkins: Adore.
- Therion: Vovin.
- Toto: Toto XX : 1977-1997
- Turbonegro: Apocalypse Dudes.
- Uriah Heep: Sonic Origami.
- Van Halen: Van Halen III.
- Vanilla Ice: Hard to Swallow.
- Vengaboys: Up & Down - The Party Album.
- Verka Serdyuchka: Я рождена для любви.
- Vicente Fernández: Entre el amor y yo
- Vico C: Aquel que había muerto.
- Virus: 9
- Los Temerarios:  Como Te Recuerdo

## Premios Nobel
- Física: Robert B. Laughlin, Horst L. Störmer y Daniel C. Tsui.
- Química: Walter Kohn y John A Pople.
- Medicina: Robert F. Furchgott, Louis J Ignarro y Ferid Murad.
- Literatura: José Saramago.
- Paz: John Hume y David Trimble.
- Economía: Amartya Sen.

## Premios Príncipe de Asturias
- Artes: Sebastião Salgado.
- Ciencias Sociales: Pierre Werner y Jacques Santer.
- Comunicación y Humanidades: Reinhard Mohn.
- Cooperación Internacional: Fatiha Boudiaf, Rigoberta Menchú, Fatana Ishaq Gailani, Somaly Mam, Emma Bonino, Graça Machel y Olayinka Koso-Thomas.
- Investigación Científica y Técnica: Pedro Miguel Etxenike Landiríbar y Emilio Méndez Pérez.
- Letras: Francisco Ayala.
- Concordia: Nicolás Castellanos, Vicente Ferrer Moncho, Joaquín Sanz Gadea y Muhammad Yunus.
- Deportes: Arantxa Sánchez Vicario.

## Premio Cervantes
- José Hierro.[7]

## Conmemoraciones y fiestas
- 50° Aniversario de la Declaración Universal de los Derechos humanos[8]

## Eventos ficticios
- 2 de mayo de 1998: Batalla de Hogwarts, caída de lord Voldemort y los mortífagos, fin de la Segunda Guerra Mágica.[9]
- 18 de diciembre de 1998: inician los acontecimientos del videojuego The House of the Dead.
- 24 de julio de 1998: inician los acontecimientos del primer Resident Evil.
- 28 de septiembre-1 de octubre de 1998: tienen lugar los acontecimientos de Resident Evil 2 y Resident Evil 3: Nemesis.